# Sternacanthus undatus
Sternacanthus undatus är en skalbaggsart som först beskrevs av Olivier 1795.  Sternacanthus undatus ingår i släktet Sternacanthus och familjen långhorningar.
Artens utbredningsområde är:
- Guyana.
- Surinam.

Inga underarter finns listade i Catalogue of Life.